# Miss Eco Universe 2015
Miss Eco Universo 2015 foi a 1ª edição do concurso de beleza Miss Eco International. O certame se realizou no Hotel Hilton Alexandria Green Plaza, na cidade de Alexandria, Egito. Participaram da cerimônia nove (9) candidatas em busca do título inédito. A vitoriosa, além de servir como embaixadora de causas ambientais e promotora do turismo no Egito globalmente, recebeu uma quantia estimada em U$10.000. A competição tem direção da empresária Amaal Rezk e teve problemas com a organização do Miss Terra, pois algumas candidatas que participaram em 2014 utilizaram as faixas próprias do Miss Terra durante o Miss Eco.

## Resultados

### Colocações
| Posição   | País e Candidata                 |
| Vencedora | - Eslovênia - Patricia Peklar    |
| 2º. Lugar | - Países Baixos - Talisa Wolters |
| 3º. Lugar | - Austrália - Nadine Roberts     |
| 4º. Lugar | - Chile - Catalina Cáceres       |

### Prêmios Especiais
- Foram distribuídos os seguintes prêmios este ano:[3]

| Prêmio              | País e Candidata              |
| Miss Talento        | - Eslovênia - Patricia Peklar |
| Miss Simpatia       | - Austrália - Nadine Roberts  |
| Miss Elegância      | - México - Yareli Carrillo    |
| Melhor Traje Típico | - Chile - Catalina Cáceres    |

### Prêmios Secundários
- Prêmios geralmente dados pelos patrocinadores:

| Prêmio             | País e Candidata                 |
| Miss Hilton        | - Reino Unido - Sarah Archer     |
| Miss Stanley       | - Eslovênia - Patricia Peklar    |
| Miss EgyptAir      | - Países Baixos - Talisa Wolters |
| Miss Citystar Mall | - Eslovênia - Patricia Peklar    |

## Candidatas
Todas as candidatas ao título:
- Austrália - Nadine Roberts
- Chile - Catalina Caceres
- Egito - Nancy Magdy
- Eslovênia - Patricia Peklar
- Fiji - Zoe McCracken
- México - Yareli Carrillo
- Nepal - Prinsha Shrestha
- Países Baixos - Talisa Wolters
- Reino Unido - Sarah Archer